# Kozjak, Mislinja
Kozjak este o localitate din comuna Mislinja, Slovenia, cu o populație de 438 de locuitori.